# Rallye Korsika 2007

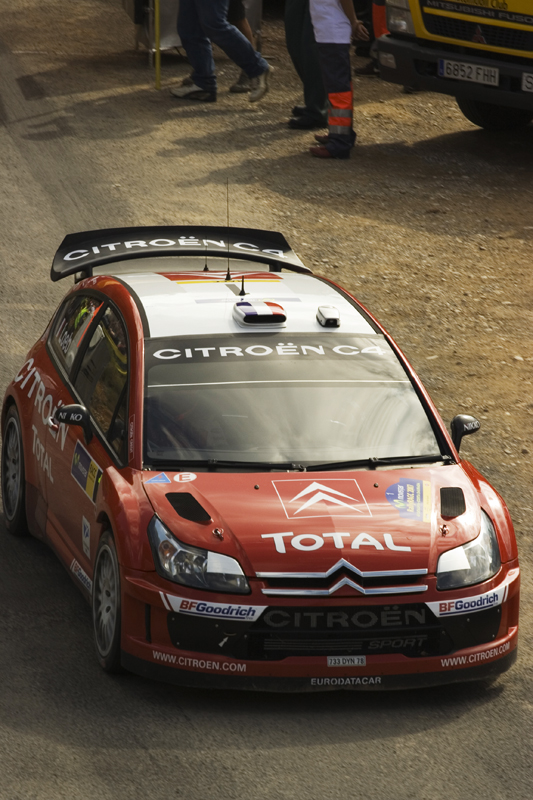
Die Sieger Sébastien Loeb und Daniel Elena im Citroën C4 WRC.

Die 51. Rallye Korsika (auch Tour de Corse genannt) war der dreizehnte von 16 FIA-Weltmeisterschaftsläufen 2007. Die Rallye bestand aus 16 Wertungsprüfungen auf Asphalt-Straßen und wurde zwischen dem 12. und dem 14. Oktober ausgetragen.

## Bericht
Sébastien Loeb (Citroën) hatte in Korsika seinen zweiten Sieg innerhalb einer Woche eingefahren. Loeb hatte am Freitagnachmittag seinen Rivalen in der Fahrer-Weltmeisterschaft Marcus Grönholm (Ford) an der Spitze abgelöst. Im Verlauf der Rallye konnte Loeb den Vorsprung kontinuierlich ausbauen. Im Ziel, nach 16 Wertungsprüfungen, hatte er als Sieger einen Vorsprung von 23,7 Sekunden auf Grönholm. Der Führende in der Fahrer-WM Grönholm war zu Beginn der Rallye in Führung gegangen, musste sich dann aber dem wenig schnelleren Loeb geschlagen geben. Die beiden Kontrahenten lieferten sich ein Duell am Limit, wobei Grönholm von WP zu WP etwas Zeit verlor. Am Samstagabend gab sich Grönholm mit dem zweiten Rang zufrieden und fuhr die Wertungsprüfungen am Sonntag sicher zu Ende.
Gesamtrang drei ging an Loebs Teamkollegen Dani Sordo. Dieser hatte sich zwar vorgenommen, vor Grönholm ins Ziel zu kommen, konnte ihm aber nicht folgen. Am Schluss hatte Sordo 20,6 Sekunden Rückstand auf Grönholm und 44,3 Sekunden fehlten auf Sieger Loeb.

## Klassifikationen

### Endresultat
| Pos.   | Fahrer               | Beifahrer         | Auto               | Zeit      | Rückstand | Punkte |
| WRC    | WRC                  | WRC               | WRC                | WRC       | WRC       | WRC    |
| ------ | -------------------- | ----------------- | ------------------ | --------- | --------- | ------ |
| 1      | Sébastien Loeb       | Daniel Elena      | Citroën C4 WRC     | 3:28:31.5 | 00:00.0   | 10     |
| 2      | Marcus Grönholm      | Timo Rautiainen   | Ford Focus RS WRC  | 3:28:55.2 | 00:23.7   | 8      |
| 3      | Daniel Sordo         | Marc Marti        | Citroën C4 WRC     | 3:29:15.8 | 00:44.3   | 6      |
| 4      | Jari-Matti Latvala   | Miikka Anttila    | Ford Focus RS WRC  | 3:31:02.0 | 02:30.5   | 5      |
| 5      | Petter Solberg       | Phil Mills        | Subaru Impreza WRC | 3:31:13.6 | 02:42.1   | 4      |
| 6      | Chris Atkinson       | Stéphane Prévot   | Subaru Impreza WRC | 3:32:25.3 | 03:53.8   | 3      |
| 7      | Jan Kopecký          | Filip Schovánek   | Škoda Fabia WRC    | 3:36:34.4 | 08:02.9   | 2      |
| 8      | Xavier Pons          | Xavier Amigo      | Subaru Impreza WRC | 3:38:05.7 | 09:34.2   | 1      |
| JWRC   |                      |                   |                    |           |           |        |
| 1 (17) | Martin Prokop        | Jan Tománek       | Citroën C2 S1600   | 3:52:31.0 | 23:59.5   | 10     |
| 2 (18) | Jozef Béreš jun.     | Petr Starý        | Renault Clio S1600 | 3:52:43.5 | 24:12.0   | 8      |
| 3 (19) | Yoann Bonato         | Benjamin Boulloud | Citroën C2 R2      | 3:53:45.2 | 25:13.7   | 6      |
| 4 (20) | Per-Gunnar Andersson | Jonas Andersson   | Suzuki Swift S1600 | 3:54:49.0 | 26:17.5   | 5      |
| 5 (23) | Arnaud Augoyard      | Nicolas Baudin    | Renault Clio R3    | 3:57:39.2 | 29:07.7   | 4      |
| 6 (24) | Andrea Cortinovis    | Flavio Zanella    | Renault Clio S1600 | 3:58:44.0 | 30:12.5   | 3      |
| 7 (25) | Aaron Burkart        | Michael Kölbach   | Citroën C2 S1600   | 3:58:44.1 | 30:12.6   | 2      |
| 8 (26) | Conrad Rautenbach    | David Senior      | Citroën C2 S1600   | 3:59:01.1 | 30:29.6   | 1      |

### Wertungsprüfungen
| Tag                                | WP Nummer                          | WP Name                       | Länge    | Start MEZ      | Fahrer          | Auto              | Zeit       | Ø km/h     | Leader          |
| ---------------------------------- | ---------------------------------- | ----------------------------- | -------- | -------------- | --------------- | ----------------- | ---------- | ---------- | --------------- |
| Tag 1 12. Okt.                     | WP1                                | Monti Rossu – Pila Canale 1   | 18,10 km | 08:38          | abgesagt        | abgesagt          | abgesagt   | abgesagt   | abgesagt        |
| Tag 1 12. Okt.                     | WP2                                | Belvedere – Bocca Albitrina 1 | 16,62 km | 09:46          | Marcus Grönholm | Ford Focus RS WRC | 09:14.8    | 107,8 km/h | Marcus Grönholm |
| Tag 1 12. Okt.                     | WP3                                | Arbellara – Aullene 1         | 27,42 km | 10:44          | Marcus Grönholm | Ford Focus RS WRC | 15:34.6    | 105,6 km/h | Marcus Grönholm |
| Tag 1 12. Okt.                     | Service Ajacco 12:54 Uhr (30 Min.) |                               |          |                |                 |                   |            |            | Marcus Grönholm |
| Tag 1 12. Okt.                     | WP4                                | Monti Rossu – Pila Canale 2   | 18,10 km | 14:02          | Sébastien Loeb  | Citroën C4 WRC    | 09:59.0    | 108,8 km/h | Marcus Grönholm |
| Tag 1 12. Okt.                     | WP5                                | Belvedere – Bocca Albitrina 2 | 16,62 km | 15:10          | Sébastien Loeb  | Citroën C4 WRC    | 09:12.1    | 108,4 km/h | Sébastien Loeb  |
| Tag 1 12. Okt.                     | WP6                                | Arbellara – Aullene 2         | 27,42 km | 16:08          | Sébastien Loeb  | Citroën C4 WRC    | 15:25.1    | 106,7 km/h | Sébastien Loeb  |
| Tag 1 12. Okt.                     | Service Ajacco 17:53 Uhr (45 Min.) |                               |          |                |                 |                   |            |            | Sébastien Loeb  |
| Tag 2 13. Okt.                     |                                    |                               |          |                |                 |                   |            |            | Sébastien Loeb  |
| Service Ajacco 08:10 Uhr (10 Min.) |                                    |                               |          |                |                 |                   |            |            | Sébastien Loeb  |
| WP7                                | Carbuccia – Scalella 1             | 21,88 km                      | 08:58    | Sébastien Loeb | Citroën C4 WRC  | 14:15.1           | 92,1 km/h  |            | Sébastien Loeb  |
| WP8                                | Calcatoggio – Plage du Liamone 1   | 26,55 km                      | 10:31    | Sébastien Loeb | Citroën C4 WRC  | 17:47.3           | 89,6 km/h  |            | Sébastien Loeb  |
| WP9                                | Vico – Col St Roch 1               | 13,04 km                      | 11:29    | Sébastien Loeb | Citroën C4 WRC  | 08:39.6           | 90,3 km/h  |            | Sébastien Loeb  |
| Service Ajacco 13:14 Uhr (30 Min.) |                                    |                               |          |                |                 |                   |            |            | Sébastien Loeb  |
| WP10                               | Carbuccia – Scalella 2             | 21,88 km                      | 14:22    | Daniel Sordo   | Citroën C4 WRC  | 14:19.7           | 91,6 km/h  |            | Sébastien Loeb  |
| WP11                               | Calcatoggio – Plage du Liamone 2   | 26,55 km                      | 15:55    | Sébastien Loeb | Citroën C4 WRC  | 17:48.3           | 89,5 km/h  |            | Sébastien Loeb  |
| WP12                               | Vico – Col St Roch 2               | 13,04 km                      | 16:53    | Sébastien Loeb | Citroën C4 WRC  | 08:38.6           | 90,5 km/h  |            | Sébastien Loeb  |
| Service Ajacco 18:13 Uhr (45 Min.) |                                    |                               |          |                |                 |                   |            |            | Sébastien Loeb  |
| Tag 3 14. Okt.                     |                                    |                               |          |                |                 |                   |            |            | Sébastien Loeb  |
| Service Ajacco 07:55 Uhr (10 Min.) |                                    |                               |          |                |                 |                   |            |            | Sébastien Loeb  |
| WP13                               | Penitencier Coti – Pietra Rossa 1  | 24,24 km                      | 08:53    | Sébastien Loeb | Citroën C4 WRC  | 14:38.7           | 99,3 km/h  |            | Sébastien Loeb  |
| WP14                               | Pont de Calzola – Agosta 1         | 31,81 km                      | 09:36    | Daniel Sordo   | Citroën C4 WRC  | 18:54.6           | 100,9 km/h |            | Sébastien Loeb  |
| Service Ajacco 11:01 Uhr (30 Min.) |                                    |                               |          |                |                 |                   |            |            | Sébastien Loeb  |
| WP15                               | Penitencier Coti – Pietra Rossa 2  | 24,24 km                      | 12:19    | Daniel Sordo   | Citroën C4 WRC  | 14:40.5           | 99,1 km/h  |            | Sébastien Loeb  |
| WP16                               | Pont de Calzola – Agosta 2         | 31,81 km                      | 13:02    | Daniel Sordo   | Citroën C4 WRC  | 18:56.0           | 100,8 km/h |            | Sébastien Loeb  |

Quelle:

### Gewinner Wertungsprüfungen
| WP         | Anzahl | Fahrer          | Auto              |
| ---------- | ------ | --------------- | ----------------- |
| 4–9, 11–13 | 9      | Sébastien Loeb  | Citroën C4 WRC    |
| 10, 14–16  | 4      | Dani Sordo      | Citroën C4 WRC    |
| 2, 3       | 2      | Marcus Grönholm | Ford Focus RS WRC |

### Fahrer-WM nach der Rallye
| Pos. | Fahrer          | Punkte |
| ---- | --------------- | ------ |
| 1    | Marcus Grönholm | 104    |
| 2    | Sébastien Loeb  | 100    |
| 3    | Mikko Hirvonen  | 74     |
| 4    | Dani Sordo      | 45     |
| 5    | Petter Solberg  | 38     |

### Team-Weltmeisterschaft
| Pos. | Team               | Punkte |
| ---- | ------------------ | ------ |
| 1    | Ford WRT           | 179    |
| 2    | Citroën WRT        | 147    |
| 3    | Subaru WRT         | 71     |
| 4    | Stobart Ford WRT   | 64     |
| 5    | Kronos Citroën WRT | 39     |